# Пинкара
Пѝнкара (на италиански: Pincara) е село и община в Северна Италия, провинция Ровиго, регион Венето. Разположено е на 5 m надморска височина. Населението на общината е 1221 души (към 2013 г.).